# Malenchus exiguus
Malenchus exiguus är en rundmaskart. Malenchus exiguus ingår i släktet Malenchus, och familjen Tylenchidae. Arten är reproducerande i Sverige.